# Qualificazioni al campionato mondiale di calcio 2002 - UEFA
Sono elencate di seguito le date e i risultati della zona europea (UEFA) per le qualificazioni al mondiale del 2002.

## Formula
La Francia, campione mondiale in carica, è direttamente qualificata per la fase finale. Le restanti 50 Nazionali iscritte all'UEFA si contendono 13 posti disponibili.
Sono previsti 9 gironi a doppio turno: 5 sono composti da 6 squadre e 4 sono composti da 5 squadre. Le prime classificate di ciascun gruppo guadagnano la qualificazione diretta: la migliore seconda accede allo spareggio intercontinentale contro la terza classificata dell'AFC, mentre le altre seconde classificate disputano gli spareggi europei.

## Gruppo 1
| Data              | Luogo       | Squadra 1   | Risultato | Squadra 2   |
| ----------------- | ----------- | ----------- | --------- | ----------- |
| 2 settembre 2000  | Zurigo      | Svizzera    | 0 - 1     | Russia      |
| 3 settembre 2000  | Toftir      | Fær Øer     | 2 - 2     | Slovenia    |
| 3 settembre 2000  | Lussemburgo | Lussemburgo | 0 - 2     | Jugoslavia  |
| 7 ottobre 2000    | Lussemburgo | Lussemburgo | 1 - 2     | Slovenia    |
| 7 ottobre 2000    | Zurigo      | Svizzera    | 5 - 1     | Fær Øer     |
| 11 ottobre 2000   | Mosca       | Russia      | 3 - 0     | Lussemburgo |
| 11 ottobre 2000   | Lubiana     | Slovenia    | 2 - 2     | Svizzera    |
| 24 marzo 2001     | Mosca       | Russia      | 1 - 1     | Slovenia    |
| 24 marzo 2001     | Belgrado    | Jugoslavia  | 1 - 1     | Svizzera    |
| 24 marzo 2001     | Lussemburgo | Lussemburgo | 0 - 2     | Fær Øer     |
| 28 marzo 2001     | Mosca       | Russia      | 1 - 0     | Fær Øer     |
| 28 marzo 2001     | Lubiana     | Slovenia    | 1 - 1     | Jugoslavia  |
| 28 marzo 2001     | Zurigo      | Svizzera    | 5 - 0     | Lussemburgo |
| 25 aprile 2001    | Belgrado    | Jugoslavia  | 0 - 1     | Russia      |
| 2 giugno 2001     | Mosca       | Russia      | 1 - 1     | Jugoslavia  |
| 2 giugno 2001     | Lubiana     | Slovenia    | 2 - 0     | Lussemburgo |
| 2 giugno 2001     | Toftir      | Fær Øer     | 0 - 1     | Svizzera    |
| 6 giugno 2001     | Lussemburgo | Lussemburgo | 1 - 2     | Russia      |
| 6 giugno 2001     | Basilea     | Svizzera    | 0 - 1     | Slovenia    |
| 6 giugno 2001     | Toftir      | Fær Øer     | 0 - 6     | Jugoslavia  |
| 15 agosto 2001    | Belgrado    | Jugoslavia  | 2 - 0     | Fær Øer     |
| 1º settembre 2001 | Lubiana     | Slovenia    | 2 - 1     | Russia      |
| 1º settembre 2001 | Basilea     | Svizzera    | 1 - 2     | Jugoslavia  |
| 1º settembre 2001 | Toftir      | Fær Øer     | 1 - 0     | Lussemburgo |
| 5 settembre 2001  | Tórshavn    | Fær Øer     | 0 - 3     | Russia      |
| 5 settembre 2001  | Belgrado    | Jugoslavia  | 1 - 1     | Slovenia    |
| 5 settembre 2001  | Lussemburgo | Lussemburgo | 0 - 3     | Svizzera    |
| 6 ottobre 2001    | Mosca       | Russia      | 4 - 0     | Svizzera    |
| 6 ottobre 2001    | Lubiana     | Slovenia    | 3 - 0     | Fær Øer     |
| 6 ottobre 2001    | Belgrado    | Jugoslavia  | 6 - 2     | Lussemburgo |

| Pos | Squadra     | Pti | G  | V | N | P  | GF | GS | DR  |
| --- | ----------- | --- | -- | - | - | -- | -- | -- | --- |
| 1   | Russia      | 23  | 10 | 7 | 2 | 1  | 18 | 5  | +13 |
| 2   | Slovenia    | 20  | 10 | 5 | 5 | 0  | 17 | 9  | +8  |
| 3   | Jugoslavia  | 19  | 10 | 5 | 4 | 1  | 22 | 8  | +14 |
| 4   | Svizzera    | 14  | 10 | 4 | 2 | 4  | 18 | 12 | +6  |
| 5   | Fær Øer     | 7   | 10 | 2 | 1 | 7  | 6  | 23 | -17 |
| 6   | Lussemburgo | 0   | 10 | 0 | 0 | 10 | 4  | 28 | -24 |

 Russia qualificata.  Slovenia accede agli spareggi UEFA.

## Gruppo 2
| Data              | Luogo            | Squadra 1   | Risultato | Squadra 2   |
| ----------------- | ---------------- | ----------- | --------- | ----------- |
| 16 agosto 2000    | Tallinn          | Estonia     | 1 - 0     | Andorra     |
| 2 settembre 2000  | Amsterdam        | Paesi Bassi | 2 - 2     | Irlanda     |
| 2 settembre 2000  | Andorra la Vella | Andorra     | 2 - 3     | Cipro       |
| 3 settembre 2000  | Tallinn          | Estonia     | 1 - 3     | Portogallo  |
| 7 ottobre 2000    | Lisbona          | Portogallo  | 1 - 1     | Irlanda     |
| 7 ottobre 2000    | Nicosia          | Cipro       | 0 - 4     | Paesi Bassi |
| 7 ottobre 2000    | Andorra la Vella | Andorra     | 1 - 2     | Estonia     |
| 11 ottobre 2000   | Rotterdam        | Paesi Bassi | 0 - 2     | Portogallo  |
| 11 ottobre 2000   | Dublino          | Irlanda     | 2 - 0     | Estonia     |
| 15 novembre 2000  | Limassol         | Cipro       | 5 - 0     | Andorra     |
| 28 febbraio 2001  | Funchal          | Portogallo  | 3 - 0     | Andorra     |
| 24 marzo 2001     | Nicosia          | Cipro       | 0 - 4     | Irlanda     |
| 24 marzo 2001     | Barcellona       | Andorra     | 0 - 5     | Paesi Bassi |
| 28 marzo 2001     | Porto            | Portogallo  | 2 - 2     | Paesi Bassi |
| 28 marzo 2001     | Barcellona       | Andorra     | 0 - 3     | Irlanda     |
| 28 marzo 2001     | Limassol         | Cipro       | 2 - 2     | Estonia     |
| 25 aprile 2001    | Dublino          | Irlanda     | 3 - 1     | Andorra     |
| 25 aprile 2001    | Eindhoven        | Paesi Bassi | 4 - 0     | Cipro       |
| 2 giugno 2001     | Dublino          | Irlanda     | 1 - 1     | Portogallo  |
| 2 giugno 2001     | Tallinn          | Estonia     | 2 - 4     | Paesi Bassi |
| 6 giugno 2001     | Lisbona          | Portogallo  | 6 - 0     | Cipro       |
| 6 giugno 2001     | Tallinn          | Estonia     | 0 - 2     | Irlanda     |
| 15 agosto 2001    | Tallinn          | Estonia     | 2 - 2     | Cipro       |
| 1º settembre 2001 | Lleida           | Andorra     | 1 - 7     | Portogallo  |
| 1º settembre 2001 | Dublino          | Irlanda     | 1 - 0     | Paesi Bassi |
| 5 settembre 2001  | Larnaca          | Cipro       | 1 - 3     | Portogallo  |
| 5 settembre 2001  | Eindhoven        | Paesi Bassi | 5 - 0     | Estonia     |
| 6 ottobre 2001    | Lisbona          | Portogallo  | 5 - 0     | Estonia     |
| 6 ottobre 2001    | Dublino          | Irlanda     | 4 - 0     | Cipro       |
| 6 ottobre 2001    | Arnhem           | Paesi Bassi | 4 - 0     | Andorra     |

| Pos | Squadra     | Pti | G  | V | N | P  | GF | GS | DR  |
| --- | ----------- | --- | -- | - | - | -- | -- | -- | --- |
| 1   | Portogallo  | 24  | 10 | 7 | 3 | 0  | 33 | 7  | +26 |
| 2   | Irlanda     | 24  | 10 | 7 | 3 | 0  | 23 | 5  | +18 |
| 3   | Paesi Bassi | 20  | 10 | 6 | 2 | 2  | 30 | 9  | +21 |
| 4   | Estonia     | 8   | 10 | 2 | 2 | 6  | 10 | 26 | -16 |
| 5   | Cipro       | 8   | 10 | 2 | 2 | 6  | 13 | 31 | -18 |
| 6   | Andorra     | 0   | 10 | 0 | 0 | 10 | 5  | 36 | -31 |

 Portogallo qualificato.  Irlanda accede allo spareggio intercontinentale contro la terza classificata dell'AFC.

## Gruppo 3
| Data              | Luogo       | Squadra 1        | Risultato | Squadra 2        |
| ----------------- | ----------- | ---------------- | --------- | ---------------- |
| 2 settembre 2000  | Reykjavík   | Islanda          | 1 - 2     | Danimarca        |
| 2 settembre 2000  | Sofia       | Bulgaria         | 0 - 1     | Rep. Ceca        |
| 2 settembre 2000  | Belfast     | Irlanda del Nord | 1 - 0     | Malta            |
| 7 ottobre 2000    | Belfast     | Irlanda del Nord | 1 - 1     | Danimarca        |
| 7 ottobre 2000    | Teplice     | Rep. Ceca        | 4 - 0     | Islanda          |
| 7 ottobre 2000    | Sofia       | Bulgaria         | 3 - 0     | Malta            |
| 11 ottobre 2000   | Copenaghen  | Danimarca        | 1 - 1     | Bulgaria         |
| 11 ottobre 2000   | Ta' Qali    | Malta            | 0 - 0     | Rep. Ceca        |
| 11 ottobre 2000   | Reykjavík   | Islanda          | 1 - 0     | Irlanda del Nord |
| 24 marzo 2001     | La Valletta | Malta            | 0 - 5     | Danimarca        |
| 24 marzo 2001     | Belfast     | Irlanda del Nord | 0 - 1     | Rep. Ceca        |
| 24 marzo 2001     | Sofia       | Bulgaria         | 2 - 1     | Islanda          |
| 28 marzo 2001     | Praga       | Rep. Ceca        | 0 - 0     | Danimarca        |
| 28 marzo 2001     | Sofia       | Bulgaria         | 4 - 3     | Irlanda del Nord |
| 25 aprile 2001    | Ta' Qali    | Malta            | 1 - 4     | Islanda          |
| 2 giugno 2001     | Copenaghen  | Danimarca        | 2 - 1     | Rep. Ceca        |
| 2 giugno 2001     | Belfast     | Irlanda del Nord | 0 - 1     | Bulgaria         |
| 2 giugno 2001     | Reykjavík   | Islanda          | 3 - 0     | Malta            |
| 6 giugno 2001     | Copenaghen  | Danimarca        | 2 - 1     | Malta            |
| 6 giugno 2001     | Teplice     | Rep. Ceca        | 3 - 1     | Irlanda del Nord |
| 6 giugno 2001     | Reykjavík   | Islanda          | 1 - 1     | Bulgaria         |
| 1º settembre 2001 | Copenaghen  | Danimarca        | 1 - 1     | Irlanda del Nord |
| 1º settembre 2001 | Reykjavík   | Islanda          | 3 - 1     | Rep. Ceca        |
| 1º settembre 2001 | Ta' Qali    | Malta            | 0 - 2     | Bulgaria         |
| 5 settembre 2001  | Sofia       | Bulgaria         | 0 - 2     | Danimarca        |
| 5 settembre 2001  | Teplice     | Rep. Ceca        | 3 - 2     | Malta            |
| 5 settembre 2001  | Belfast     | Irlanda del Nord | 3 - 0     | Islanda          |
| 6 ottobre 2001    | Copenaghen  | Danimarca        | 6 - 0     | Islanda          |
| 6 ottobre 2001    | Praga       | Rep. Ceca        | 6 - 0     | Bulgaria         |
| 6 ottobre 2001    | Ta' Qali    | Malta            | 0 - 1     | Irlanda del Nord |

| Pos | Squadra          | Pti | G  | V | N | P | GF | GS | DR  |
| --- | ---------------- | --- | -- | - | - | - | -- | -- | --- |
| 1   | Danimarca        | 22  | 10 | 6 | 4 | 0 | 22 | 6  | +16 |
| 2   | Rep. Ceca        | 20  | 10 | 6 | 2 | 2 | 20 | 8  | +12 |
| 3   | Bulgaria         | 17  | 10 | 5 | 2 | 3 | 14 | 15 | -1  |
| 4   | Islanda          | 13  | 10 | 4 | 1 | 5 | 14 | 20 | -6  |
| 5   | Irlanda del Nord | 11  | 10 | 3 | 2 | 5 | 11 | 12 | -1  |
| 6   | Malta            | 1   | 10 | 0 | 1 | 9 | 4  | 24 | -20 |

 Danimarca qualificata.  Rep. Ceca accede agli spareggi UEFA.

## Gruppo 4
| Data              | Luogo      | Squadra 1   | Risultato | Squadra 2   |
| ----------------- | ---------- | ----------- | --------- | ----------- |
| 2 settembre 2000  | Baku       | Azerbaigian | 0 - 1     | Svezia      |
| 2 settembre 2000  | Istanbul   | Turchia     | 2 - 0     | Moldavia    |
| 3 settembre 2000  | Bratislava | Slovacchia  | 2 - 0     | Macedonia   |
| 6 ottobre 2000    | Skopje     | Macedonia   | 3 - 0     | Azerbaigian |
| 7 ottobre 2000    | Göteborg   | Svezia      | 1 - 1     | Turchia     |
| 7 ottobre 2000    | Chișinău   | Moldavia    | 0 - 1     | Slovacchia  |
| 11 ottobre 2000   | Bratislava | Slovacchia  | 0 - 0     | Svezia      |
| 11 ottobre 2000   | Baku       | Azerbaigian | 0 - 1     | Turchia     |
| 11 ottobre 2000   | Chișinău   | Moldavia    | 0 - 0     | Macedonia   |
| 24 marzo 2001     | Göteborg   | Svezia      | 1 - 0     | Macedonia   |
| 24 marzo 2001     | Istanbul   | Turchia     | 1 - 1     | Slovacchia  |
| 24 marzo 2001     | Baku       | Azerbaigian | 0 - 0     | Moldavia    |
| 28 marzo 2001     | Chișinău   | Moldavia    | 0 - 2     | Svezia      |
| 28 marzo 2001     | Skopje     | Macedonia   | 1 - 2     | Turchia     |
| 28 marzo 2001     | Trnava     | Slovacchia  | 3 - 1     | Azerbaigian |
| 2 giugno 2001     | Stoccolma  | Svezia      | 2 - 0     | Slovacchia  |
| 2 giugno 2001     | Istanbul   | Turchia     | 3 - 0     | Azerbaigian |
| 2 giugno 2001     | Skopje     | Macedonia   | 2 - 2     | Moldavia    |
| 6 giugno 2001     | Göteborg   | Svezia      | 6 - 0     | Moldavia    |
| 6 giugno 2001     | Bursa      | Turchia     | 3 - 3     | Macedonia   |
| 6 giugno 2001     | Baku       | Azerbaigian | 2 - 0     | Slovacchia  |
| 1º settembre 2001 | Skopje     | Macedonia   | 1 - 2     | Svezia      |
| 1º settembre 2001 | Bratislava | Slovacchia  | 0 - 1     | Turchia     |
| 1º settembre 2001 | Chișinău   | Moldavia    | 2 - 0     | Azerbaigian |
| 5 settembre 2001  | Istanbul   | Turchia     | 1 - 2     | Svezia      |
| 5 settembre 2001  | Trenčín    | Slovacchia  | 4 - 2     | Moldavia    |
| 5 settembre 2001  | Baku       | Azerbaigian | 1 - 1     | Macedonia   |
| 6 ottobre 2001    | Chișinău   | Moldavia    | 0 - 3     | Turchia     |
| 7 ottobre 2001    | Stoccolma  | Svezia      | 3 - 0     | Azerbaigian |
| 7 ottobre 2001    | Skopje     | Macedonia   | 0 - 5     | Slovacchia  |

| Pos | Squadra     | Pti | G  | V | N | P | GF | GS | DR  |
| --- | ----------- | --- | -- | - | - | - | -- | -- | --- |
| 1   | Svezia      | 26  | 10 | 8 | 2 | 0 | 20 | 3  | +17 |
| 2   | Turchia     | 21  | 10 | 6 | 3 | 1 | 18 | 8  | +10 |
| 3   | Slovacchia  | 17  | 10 | 5 | 2 | 3 | 16 | 9  | +7  |
| 4   | Macedonia   | 7   | 10 | 1 | 4 | 5 | 11 | 18 | -7  |
| 5   | Moldavia    | 6   | 10 | 1 | 3 | 6 | 6  | 20 | -14 |
| 6   | Azerbaigian | 5   | 10 | 1 | 2 | 7 | 4  | 17 | -13 |

 Svezia qualificato.  Turchia accede agli spareggi UEFA.

## Gruppo 5
| Data              | Luogo    | Squadra 1   | Risultato | Squadra 2   |
| ----------------- | -------- | ----------- | --------- | ----------- |
| 2 settembre 2000  | Kiev     | Ucraina     | 1 - 3     | Polonia     |
| 2 settembre 2000  | Minsk    | Bielorussia | 2 - 1     | Galles      |
| 2 settembre 2000  | Oslo     | Norvegia    | 0 - 0     | Armenia     |
| 7 ottobre 2000    | Łódź     | Polonia     | 3 - 1     | Bielorussia |
| 7 ottobre 2000    | Erevan   | Armenia     | 2 - 3     | Ucraina     |
| 7 ottobre 2000    | Cardiff  | Galles      | 1 - 1     | Norvegia    |
| 11 ottobre 2000   | Varsavia | Polonia     | 0 - 0     | Galles      |
| 11 ottobre 2000   | Oslo     | Norvegia    | 0 - 1     | Ucraina     |
| 11 ottobre 2000   | Minsk    | Bielorussia | 2 - 1     | Armenia     |
| 24 marzo 2001     | Oslo     | Norvegia    | 2 - 3     | Polonia     |
| 24 marzo 2001     | Kiev     | Ucraina     | 0 - 0     | Bielorussia |
| 24 marzo 2001     | Erevan   | Armenia     | 2 - 2     | Galles      |
| 28 marzo 2001     | Varsavia | Polonia     | 4 - 0     | Armenia     |
| 28 marzo 2001     | Cardiff  | Galles      | 1 - 1     | Ucraina     |
| 28 marzo 2001     | Minsk    | Bielorussia | 2 - 1     | Norvegia    |
| 2 giugno 2001     | Cardiff  | Galles      | 1 - 2     | Polonia     |
| 2 giugno 2001     | Kiev     | Ucraina     | 0 - 0     | Norvegia    |
| 2 giugno 2001     | Erevan   | Armenia     | 0 - 0     | Bielorussia |
| 6 giugno 2001     | Erevan   | Armenia     | 1 - 1     | Polonia     |
| 6 giugno 2001     | Kiev     | Ucraina     | 1 - 1     | Galles      |
| 6 giugno 2001     | Oslo     | Norvegia    | 1 - 1     | Bielorussia |
| 1º settembre 2001 | Chorzów  | Polonia     | 3 - 0     | Norvegia    |
| 1º settembre 2001 | Minsk    | Bielorussia | 0 - 2     | Ucraina     |
| 1º settembre 2001 | Cardiff  | Galles      | 0 - 0     | Armenia     |
| 5 settembre 2001  | Minsk    | Bielorussia | 4 - 1     | Polonia     |
| 5 settembre 2001  | Leopoli  | Ucraina     | 3 - 0     | Armenia     |
| 5 settembre 2001  | Oslo     | Norvegia    | 3 - 2     | Galles      |
| 6 ottobre 2001    | Chorzów  | Polonia     | 1 - 1     | Ucraina     |
| 6 ottobre 2001    | Cardiff  | Galles      | 1 - 0     | Bielorussia |
| 6 ottobre 2001    | Erevan   | Armenia     | 1 - 4     | Norvegia    |

| Pos | Squadra     | Pti | G  | V | N | P | GF | GS | DR  |
| --- | ----------- | --- | -- | - | - | - | -- | -- | --- |
| 1   | Polonia     | 21  | 10 | 6 | 3 | 1 | 21 | 11 | +10 |
| 2   | Ucraina     | 17  | 10 | 4 | 5 | 1 | 13 | 8  | +5  |
| 3   | Bielorussia | 15  | 10 | 4 | 3 | 3 | 12 | 11 | +1  |
| 4   | Norvegia    | 10  | 10 | 2 | 4 | 4 | 12 | 14 | -2  |
| 5   | Galles      | 9   | 10 | 1 | 6 | 3 | 10 | 12 | -2  |
| 6   | Armenia     | 5   | 10 | 0 | 5 | 5 | 7  | 19 | -12 |

 Polonia qualificato.  Ucraina accede agli spareggi UEFA.

## Gruppo 6
| Data              | Luogo      | Squadra 1  | Risultato | Squadra 2  |
| ----------------- | ---------- | ---------- | --------- | ---------- |
| 2 settembre 2000  | Bruxelles  | Belgio     | 0 - 0     | Croazia    |
| 2 settembre 2000  | Riga       | Lettonia   | 0 - 1     | Scozia     |
| 7 ottobre 2000    | Riga       | Lettonia   | 0 - 4     | Belgio     |
| 7 ottobre 2000    | Serravalle | San Marino | 0 - 2     | Scozia     |
| 11 ottobre 2000   | Zagabria   | Croazia    | 1 - 1     | Scozia     |
| 15 novembre 2000  | Serravalle | San Marino | 0 - 1     | Lettonia   |
| 28 febbraio 2001  | Bruxelles  | Belgio     | 10 - 1    | San Marino |
| 24 marzo 2001     | Osijek     | Croazia    | 4 - 1     | Lettonia   |
| 24 marzo 2001     | Glasgow    | Scozia     | 2 - 2     | Belgio     |
| 28 marzo 2001     | Glasgow    | Scozia     | 4 - 0     | San Marino |
| 25 aprile 2001    | Riga       | Lettonia   | 1 - 1     | San Marino |
| 2 giugno 2001     | Varaždin   | Croazia    | 4 - 0     | San Marino |
| 2 giugno 2001     | Bruxelles  | Belgio     | 3 - 1     | Lettonia   |
| 6 giugno 2001     | Riga       | Lettonia   | 0 - 1     | Croazia    |
| 6 giugno 2001     | Serravalle | San Marino | 1 - 4     | Belgio     |
| 1º settembre 2001 | Glasgow    | Scozia     | 0 - 0     | Croazia    |
| 5 settembre 2001  | Serravalle | San Marino | 0 - 4     | Croazia    |
| 5 settembre 2001  | Bruxelles  | Belgio     | 2 - 0     | Scozia     |
| 6 ottobre 2001    | Zagabria   | Croazia    | 1 - 0     | Belgio     |
| 6 ottobre 2001    | Glasgow    | Scozia     | 2 - 1     | Lettonia   |

| Pos | Squadra    | Pti | G | V | N | P | GF | GS | DR  |
| --- | ---------- | --- | - | - | - | - | -- | -- | --- |
| 1   | Croazia    | 18  | 8 | 5 | 3 | 0 | 15 | 2  | +13 |
| 2   | Belgio     | 17  | 8 | 5 | 2 | 1 | 25 | 6  | +19 |
| 3   | Scozia     | 15  | 8 | 4 | 3 | 1 | 12 | 6  | +6  |
| 4   | Lettonia   | 4   | 8 | 1 | 1 | 6 | 5  | 16 | -11 |
| 5   | San Marino | 1   | 8 | 0 | 1 | 7 | 3  | 30 | -27 |

 Croazia qualificato.  Belgio accede agli spareggi UEFA.

## Gruppo 7
| Data              | Luogo     | Squadra 1            | Risultato | Squadra 2            |
| ----------------- | --------- | -------------------- | --------- | -------------------- |
| 2 settembre 2000  | Sarajevo  | Bosnia ed Erzegovina | 1 - 2     | Spagna               |
| 3 settembre 2000  | Ramat Gan | Israele              | 2 - 0     | Liechtenstein        |
| 7 ottobre 2000    | Madrid    | Spagna               | 2 - 0     | Israele              |
| 7 ottobre 2000    | Vaduz     | Liechtenstein        | 0 - 1     | Austria              |
| 11 ottobre 2000   | Vienna    | Austria              | 1 - 1     | Spagna               |
| 11 ottobre 2000   | Ramat Gan | Israele              | 3 - 1     | Bosnia ed Erzegovina |
| 24 marzo 2001     | Alicante  | Spagna               | 5 - 0     | Liechtenstein        |
| 24 marzo 2001     | Sarajevo  | Bosnia ed Erzegovina | 1 - 1     | Austria              |
| 28 marzo 2001     | Vienna    | Austria              | 2 - 1     | Israele              |
| 28 marzo 2001     | Vaduz     | Liechtenstein        | 0 - 3     | Bosnia ed Erzegovina |
| 25 aprile 2001    | Innsbruck | Austria              | 2 - 0     | Liechtenstein        |
| 2 giugno 2001     | Oviedo    | Spagna               | 4 - 1     | Bosnia ed Erzegovina |
| 2 giugno 2001     | Vaduz     | Liechtenstein        | 0 - 3     | Israele              |
| 6 giugno 2001     | Ramat Gan | Israele              | 1 - 1     | Spagna               |
| 1º settembre 2001 | Valencia  | Spagna               | 4 - 0     | Austria              |
| 1º settembre 2001 | Sarajevo  | Bosnia ed Erzegovina | 0 - 0     | Israele              |
| 5 settembre 2001  | Vaduz     | Liechtenstein        | 0 - 2     | Spagna               |
| 5 settembre 2001  | Vienna    | Austria              | 2 - 0     | Bosnia ed Erzegovina |
| 7 ottobre 2001    | Zenica    | Bosnia ed Erzegovina | 5 - 0     | Liechtenstein        |
| 27 ottobre 2001   | Ramat Gan | Israele              | 1 - 1     | Austria              |

| Pos | Squadra              | Pti | G | V | N | P | GF | GS | DR  |
| --- | -------------------- | --- | - | - | - | - | -- | -- | --- |
| 1   | Spagna               | 20  | 8 | 6 | 2 | 0 | 21 | 4  | +17 |
| 2   | Austria              | 15  | 8 | 4 | 3 | 1 | 10 | 8  | +2  |
| 3   | Israele              | 12  | 8 | 3 | 3 | 2 | 11 | 7  | +4  |
| 4   | Bosnia ed Erzegovina | 8   | 8 | 2 | 2 | 4 | 12 | 12 | 0   |
| 5   | Liechtenstein        | 0   | 8 | 0 | 0 | 8 | 0  | 23 | -23 |

 Spagna qualificato.  Austria accede agli spareggi UEFA.

## Gruppo 8
| Data              | Luogo    | Squadra 1 | Risultato | Squadra 2 |
| ----------------- | -------- | --------- | --------- | --------- |
| 3 settembre 2000  | Budapest | Ungheria  | 2 - 2     | Italia    |
| 3 settembre 2000  | Bucarest | Romania   | 1 - 0     | Lituania  |
| 7 ottobre 2000    | Milano   | Italia    | 3 - 0     | Romania   |
| 7 ottobre 2000    | Kaunas   | Lituania  | 0 - 4     | Georgia   |
| 11 ottobre 2000   | Ancona   | Italia    | 2 - 0     | Georgia   |
| 11 ottobre 2000   | Kaunas   | Lituania  | 1 - 6     | Ungheria  |
| 24 marzo 2001     | Bucarest | Romania   | 0 - 2     | Italia    |
| 24 marzo 2001     | Budapest | Ungheria  | 1 - 1     | Lituania  |
| 28 marzo 2001     | Trieste  | Italia    | 4 - 0     | Lituania  |
| 28 marzo 2001     | Tbilisi  | Georgia   | 0 - 2     | Romania   |
| 2 giugno 2001     | Tbilisi  | Georgia   | 1 - 2     | Italia    |
| 2 giugno 2001     | Bucarest | Romania   | 2 - 0     | Ungheria  |
| 6 giugno 2001     | Kaunas   | Lituania  | 1 - 2     | Romania   |
| 6 giugno 2001     | Budapest | Ungheria  | 4 - 1     | Georgia   |
| 1º settembre 2001 | Kaunas   | Lituania  | 0 - 0     | Italia    |
| 1º settembre 2001 | Tbilisi  | Georgia   | 3 - 1     | Ungheria  |
| 5 settembre 2001  | Budapest | Ungheria  | 0 - 2     | Romania   |
| 5 settembre 2001  | Tbilisi  | Georgia   | 2 - 0     | Lituania  |
| 6 ottobre 2001    | Parma    | Italia    | 1 - 0     | Ungheria  |
| 6 ottobre 2001    | Bucarest | Romania   | 1 - 1     | Georgia   |

| Pos | Squadra  | Pti | G | V | N | P | GF | GS | DR  |
| --- | -------- | --- | - | - | - | - | -- | -- | --- |
| 1   | Italia   | 20  | 8 | 6 | 2 | 0 | 16 | 3  | +13 |
| 2   | Romania  | 16  | 8 | 5 | 1 | 2 | 10 | 7  | +3  |
| 3   | Georgia  | 10  | 8 | 3 | 1 | 4 | 12 | 12 | 0   |
| 4   | Ungheria | 8   | 8 | 2 | 2 | 4 | 14 | 13 | +1  |
| 5   | Lituania | 2   | 8 | 0 | 2 | 6 | 3  | 20 | -17 |

 Italia qualificato.  Romania accede agli spareggi UEFA.

## Gruppo 9
| Data              | Luogo               | Squadra 1   | Risultato | Squadra 2   |
| ----------------- | ------------------- | ----------- | --------- | ----------- |
| 2 settembre 2000  | Helsinki            | Finlandia   | 2 - 1     | Albania     |
| 2 settembre 2000  | Amburgo             | Germania    | 2 - 0     | Grecia      |
| 7 ottobre 2000    | Londra              | Inghilterra | 0 - 1     | Germania    |
| 7 ottobre 2000    | Atene               | Grecia      | 1 - 0     | Finlandia   |
| 11 ottobre 2000   | Tirana              | Albania     | 2 - 0     | Grecia      |
| 11 ottobre 2000   | Helsinki            | Finlandia   | 0 - 0     | Inghilterra |
| 24 marzo 2001     | Liverpool           | Inghilterra | 2 - 1     | Finlandia   |
| 24 marzo 2001     | Leverkusen          | Germania    | 2 - 1     | Albania     |
| 28 marzo 2001     | Tirana              | Albania     | 1 - 3     | Inghilterra |
| 28 marzo 2001     | Atene               | Grecia      | 2 - 4     | Germania    |
| 2 giugno 2001     | Helsinki            | Finlandia   | 2 - 2     | Germania    |
| 2 giugno 2001     | Candia              | Grecia      | 1 - 0     | Albania     |
| 6 giugno 2001     | Tirana              | Albania     | 0 - 2     | Germania    |
| 6 giugno 2001     | Atene               | Grecia      | 0 - 2     | Inghilterra |
| 1º settembre 2001 | Tirana              | Albania     | 0 - 2     | Finlandia   |
| 1º settembre 2001 | Monaco di Baviera   | Germania    | 1 - 5     | Inghilterra |
| 5 settembre 2001  | Helsinki            | Finlandia   | 5 - 1     | Grecia      |
| 5 settembre 2001  | Newcastle upon Tyne | Inghilterra | 2 - 0     | Albania     |
| 6 ottobre 2001    | Manchester          | Inghilterra | 2 - 2     | Grecia      |
| 6 ottobre 2001    | Gelsenkirchen       | Germania    | 0 - 0     | Finlandia   |

| Pos | Squadra     | Pti | G | V | N | P | GF | GS | DR  |
| --- | ----------- | --- | - | - | - | - | -- | -- | --- |
| 1   | Inghilterra | 17  | 8 | 5 | 2 | 1 | 16 | 6  | +10 |
| 2   | Germania    | 17  | 8 | 5 | 2 | 1 | 14 | 10 | +4  |
| 3   | Finlandia   | 12  | 8 | 3 | 3 | 2 | 12 | 7  | +5  |
| 4   | Grecia      | 7   | 8 | 2 | 1 | 5 | 7  | 17 | -10 |
| 5   | Albania     | 3   | 8 | 1 | 0 | 7 | 5  | 14 | -9  |

 Inghilterra qualificato.  Germania accede agli spareggi UEFA.

## Ranking delle seconde
| Pos | Squadra   | Pti | G | V | N | P | GF | GS | DR  |
| --- | --------- | --- | - | - | - | - | -- | -- | --- |
| 1   | Irlanda   | 18  | 8 | 5 | 3 | 0 | 17 | 4  | +13 |
| 2   | Belgio    | 17  | 8 | 5 | 2 | 1 | 25 | 6  | +19 |
| 3   | Rep. Ceca | 16  | 8 | 5 | 1 | 2 | 17 | 6  | +11 |
| 4   | Germania  | 16  | 8 | 5 | 1 | 2 | 10 | 7  | +3  |
| 5   | Romania   | 16  | 8 | 5 | 1 | 2 | 10 | 7  | +3  |
| 6   | Turchia   | 15  | 8 | 4 | 3 | 1 | 14 | 8  | +6  |
| 7   | Austria   | 15  | 8 | 4 | 3 | 1 | 10 | 8  | +2  |
| 8   | Slovenia  | 14  | 8 | 3 | 5 | 0 | 13 | 8  | +5  |
| 9   | Ucraina   | 11  | 8 | 2 | 5 | 1 | 7  | 6  | +1  |

## Spareggi
| Data             | Luogo     | Squadra 1 | Risultato | Squadra 2 |
| ---------------- | --------- | --------- | --------- | --------- |
| 10 novembre 2001 | Bruxelles | Belgio    | 1 - 0     | Rep. Ceca |
| 14 novembre 2001 | Praga     | Rep. Ceca | 0 - 1     | Belgio    |

| Data             | Luogo    | Squadra 1 | Risultato | Squadra 2 |
| ---------------- | -------- | --------- | --------- | --------- |
| 11 novembre 2001 | Kiev     | Ucraina   | 1 - 1     | Germania  |
| 14 novembre 2001 | Dortmund | Germania  | 4 - 1     | Ucraina   |

| Data             | Luogo    | Squadra 1 | Risultato | Squadra 2 |
| ---------------- | -------- | --------- | --------- | --------- |
| 10 novembre 2001 | Lubiana  | Slovenia  | 2 - 1     | Romania   |
| 14 novembre 2001 | Bucarest | Romania   | 1 - 1     | Slovenia  |

| Data             | Luogo    | Squadra 1 | Risultato | Squadra 2 |
| ---------------- | -------- | --------- | --------- | --------- |
| 10 novembre 2001 | Vienna   | Austria   | 0 - 1     | Turchia   |
| 14 novembre 2001 | Istanbul | Turchia   | 5 - 0     | Austria   |

 Belgio,  Germania,  Slovenia e  Turchia qualificate alla fase finale.